# Ethnographische Sammlung der Universität Marburg
Die Ethnographische Sammlung der Universität Marburg ist Teil des Fachgebiets des Instituts für Vergleichende Kulturforschung der Philipps-Universität Marburg und beherbergt über 5000 Objekte aus allen Teilen der Welt. Sie stellt einen wichtigen Teil der Lehre und Forschung dar und ist nach Absprache öffentlich zugänglich. Ein wesentlicher Teil der Objekte stammt aus Südamerika und Afrika und ist auf die Sammlung des Südamerikaforschers Theodor Koch-Grünberg (1872–1924) zurückzuführen, die 1999 von seinen Kindern an die völkerkundliche Sammlung übergeben wurde. Die Geschichte der Sammlung ist bis auf das Jahr 1929 zurückzuführen, in dem die ersten Sammlungsgegenstände in Form von Leihgaben aus dem Berliner Völkerkundemuseum in Marburg eintrafen.
Neben der Sammlung gibt es außerdem einen Seminarraum für sammlungsbezogene Lehrveranstaltungen. Unter Mitwirkung von Studierenden finden regelmäßig Ausstellungen im Gebäude des Fachgebietes Kultur- und Sozialanthropologie statt.